# Picrasma excelsa
Picrasma excelsa är en bittervedsväxtart som först beskrevs av Olof Swartz, och fick sitt nu gällande namn av Jules Émile Planchon. Picrasma excelsa ingår i släktet Picrasma och familjen bittervedsväxter. IUCN kategoriserar arten globalt som sårbar. Inga underarter finns listade i Catalogue of Life.